# جريمة في قطار الشرق السريع (فلم 2017)
جريمة في قطار الشرق السريع (بالإنجليزية: Murder on the Orient Express) هو فيلم غموض أميركي من إخراج كينيث براناه. يستند السناريو الذي كتبه مايكل غرين على الرواية التي صدرت عام 1934، والتي تحمل نفس العنوان، كُتبَت الرواية من قبل أجاثا كريستي. الفيلم من بطولة هيركيول بوارو، وبينيلوب كروز، ويليم دافو، وجودي دينش، وجوني ديب، وجوش غاد، وديريك جاكوبي، وليزلي أودوم جونيور، وميشيل فايفر بالإضافة إلى ديزي ريدلي. أُصدِرَ بتاريخ 10 نوفمبر 2017 عن طريق تونتيث سينتشوري فوكس.
الفيلم هو التبني الرابع لرواية كريستي، بعد فيلم سنة 1974 والفيلم التلفزيوني 2001، حلقة من مسلسل أجاثا كريستي بوارو (2010).

## قصة الفيلم
يبدأ الفيلم عندما يحل المحقق البلجيكي الشهير هيركيول بوارو (كينيث براناه) مشكلة سرقة في كنيسة القيامة في القدس عام 1934. كان بوارو ينوي أن يستريح في إسطنبول، ولكن يتفاجأ بخبر أنه عليه العودة إلى لندن من أجل قضية أخرى. يقوم صديقه بوك مدير خدمة قطار الشرق السريع، والذي يعد أسرع قطارات العالم قاطبة، بترتيب أماكن إقامة بوارو على متن القطار، من بين الركاب الآخرين: الأرملة الأمريكية كارولين هوبارد (ميشيل فايفر)، ورجل الأعمال الأمريكي إدوارد راتشيت (جوني ديب)، وخادم راتشيت الإنجليزي إدوارد ماسترمان (ديريك جاكوبي) وسكرتيره / مترجمه هيكتور ماكوين (جوش غاد)، الأميرة الروسية المسنة ناتاليا دراغوميروف (جودي دينش) وخادمتها الألمانية هيلدغارد شميدت (أوليفيا كولمان)، الدبلوماسي المجري الكونت رودولف أندريني وزوجته إيلينا، الطبيب جون أربوثنوت، المربية ماري دبنهام، المبشرة بيلار إسترافادوس، بائع السيارات الكوبي الأمريكي بنيامينو ماركيز، وجيرهارد هاردمان (ويليم دافو) أستاذ جامعي نمساوي.
يعرض رجل الأعمال راتشيت لبوارو رسائل تهديد من مجهول ويطلب منه أن يعينه كحارس شخصي له خلال الرحلة التي ستستغرق ثلاثة أيام، لكن يرفض بوارو الطلب. يؤدى انهيار جليدي أثناء خط سير الرحلة إلى خروج خط قطار عن مساره، مما يؤدى إلى تقطع السبل بالركاب حتى وصول فرق الإنقاذ. يستيقظ بوارو أثناء الليل على أصوات غريبة في غرفة راتشيت المجاورة له، ويرى بعد ذلك مباشرة شخصًا يرتدي الكيمونو الأحمر في الممر.
يُعثَر على راتشيت مقتولاً في صباح اليوم التالي، وقد طعن عشرات المرات. يقوم بوارو وبوك بالتحقيق مع الركاب الآخرين. تشير الأدلة إلى أن شخصًا واحدًا قتل راتشيت. تدعي السيدة هوبارد أنه كان هناك رجلاً في مقصورتها أثناء الليل. يكتشف بوارو مذكرة محترقة جزئيًا تربط راتشيت بديزي أرمسترونج، وهي طفلة صغيرة اُختُطِفَت ثم قُتلت بعد أن دفعت عائلتها الفدية. يكشف المحقق بأن هوية راتشيت الحقيقية هي جون كاسيتي؛خاطف ديزي وقاتلها. تسببت صدمة وفاة ديزي في وفاة والدتها الحامل سونيا. يغلب الحزن على والدها العقيد جون أرمسترونج مما يؤدي إلى انتحاره. اُشْتُبِه خطأً في مربية الأسرة، سوزان، بالتواطؤ، مما أدى إلى اعتقالها ثم انتحارها أثناء احتجازها لدى الشرطة.
يُعثَر على المزيد من الأدلة، بما في ذلك منديل ملطخ بالدماء، وزر الزي الرسمي لمرشد القاطرة في مقصورة السيدة هوبارد. يجد بوارو بعد ذلك الزي الرسمي والكيمونو الأحمر في حقيبته. في هذه الأثناء، تُطعَن السيدة هوبارد في ظهرها بشكل غير مميت، لكنها لم تتعرف على الجاني. يكتشف بوارو أن العديد من الركاب لديهم اتصالات مباشرة بعائلة أرمسترونج ويكشف عن ماضيهم الخفي. أثناء إجراء مقابلة مع دبنهام، يُصاب بوارو برصاصة في كتفه على يد الدكتور أربوثنوت، الذي أعلن مسؤوليته عن جريمة القتل، لكن بوك منعه من قتل بوارو. ومع ذلك، يدرك بوارو أن أربوثنوت، قناص الجيش السابق، لم يكن ينوي قتله أبدًا.
يواجه بوارو المشتبه بهم خارج القطار ويقدم نظريتين حول وفاة كاسيتي. الأول بسيط ولكنه لا يتناسب مع كل الحقائق: استقل قاتل متنكر في زي سائق القطار في محطة سابقة، وقتل كاسيتي، ثم فر من القطار. النظرية الثانية أكثر تعقيدًا: كل مشتبه به مرتبط بعائلة أرمسترونج أو سوزان أو بمحاكمتها. كلهم كان لديهم دافع لقتل كاسيتي:
- كان والد ماكوين النائب العام في قضية الاختطاف. أُثِّر عليه لمقاضاة سوزان وإرسالها إلى السجن، ليُدمَّر مساره المهني بعد تبرئتها بعد وفاتها.
- ماسترمان، الذي يعاني من مرض مزمن، كان خادم العقيد أرمسترونغ خلال الحرب العالمية الأولى، ثم خادمه الشخصي وكذلك خادم في منزل عائلة أرمسترونغ.
- الدكتور أربثنوت، كان رفيق العقيد أرمسترونغ وأفضل صديق له.
- الكونتيسة أندريني (المعروفة سابقًا باسم غولدنبرج واسمها الحقيقي هيلينا) كانت شقيقة سونيا أرمسترونغ وعمة دايزي.
- الكونت أندريني كان شقيق سونيا.
- الأميرة دراجوميروف كانت عرابة دايزي، وصديقة لجدتها.
- السيدة ديبنهام كانت سكرتيرة سونيا ومربية دايزي.
- شميدت كان طباخ عائلة أرمسترونغ.
- ماركيز كان سائق عائلة أرمسترونغ.
- إسترافادوس كانت ممرضة دايزي.
- هاردمان، الذي يدعى سايروس وهو أمريكي، كان شرطيًا سابقًا ومغرمًا بسوزان.
- بيير ميشيل، مدير القطار، كان شقيق سوزان.
- هابارد يتضح أنها ليندا آردن، ممثلة مسرحية سابقة ومخرجة طموحة، وأيضًا والدة سونيا وجدة دايزي.

يستنتج بوارو إلى أنهم عملوا معًا، وتؤكد هوبارد ذلك، معترفة بأنها خططت للقتل وجرَّت الآخرين للمشاركة. كل واحد منهم طعن كاسيتي. ارتدت دبنهام الكيمونو وطعن أربوثنوت هوبارد سطحيًا لإقناع بوارو بوجود قاتل وحيد. يتحدى بوارو الركاب وميشيل بإطلاق النار عليه باستخدام مسدس مصادر، ويحاول إقناعهم بذلك لمنعه من كشف مؤامرتهم وإعلانها للشرطة، فهو لا يستطيع الكذب كما يصف. تمسك هوبارد المسدس وتحاول الانتحار لكنه فارغ. كان بوارو يختبر ردود أفعالهم.
مع عودة القطار إلى المسار، يستنتج بوارو أن العدالة مستحيلة في هذه الحالة، حيث كان كاسيتي يستحق الموت. للمرة الأولى، يجب على بوارو أن يعيش مع كذبة وعدم توازن. يقدم نظرية القاتل الوحيد للشرطة اليوغسلافية، مما يسمح للآخرين بالبقاء على القطار. وبينما ينزل، يسلم جندي من الجيش البريطاني مذكرة تطلب منه التحقيق في "موت على ضفاف النيل"، ويوافق بوارو على القضية.

## طاقم العمل
- كينيث براناغ بدور هرقل بوارو
- بينيلوبي كروز بدور بيلار إسترافادوس
- ويليم دافوي بدور جيرهارد هاردمان
- جودي دينش بدور الأميرة ناتاليا دراغوميروف
- جوني ديب بدور إدوارد راتشيت
- جوش جاد بدور هيكتور ماكوين
- ديريك جاكوبي بدور ماسترمان
- ليزلي أودوم جونيور بدور الدكتور أربوثنوت
- ميشيل يفيفر بدور السيدة كارولين هوبارد
- ديزي ريدلي بدور ماري ديبنهام
- مروان كنزاري بدور بيار ميشيل
- أوليفيا كولمان بدور هيلديغارد شميت

## الإصدار
تم إصدار فيلم جريمة في قطار الشرق السريع  في 10 نوفمبر 2017، من قبل تونتيث سينتشوري فوكس[5][3][3][3]. أول نظرة على الفيلم وعلى طاقم التمثيل كانت بتاريخ 3 مايو من خلال مقابلة حصرية أجرتها إنترتينمنت ويكلي[6][4][4]

## وصلات خارجية
لا توجد روابط لمواقع التواصل الاجتماعي.

- مقالات تستعمل روابط فنية بلا صلة مع ويكي بيانات